# Leptogenys purpurea
Leptogenys purpurea is een mierensoort uit de onderfamilie van de Ponerinae. De wetenschappelijke naam van de soort is voor het eerst geldig gepubliceerd in 1887 door Emery.